# فهد محمد يوسف كافود
فهد محمد يوسف كافود سياسي ودبلوماسي قطري، والسفير الحالي لدولة قطر في مملكة ماليزيا ولد في الدوحة بتاريخ 25-09-1971م، نشأ وأنهى دراسته العليا في دولة قطر ثم التحق بالعمل في وزارة الخارجية وعمل في عدد من الأقسام والبعثات الدبلوماسية التابعة للدولة، فاكتسب بذلك خبرات متراكمة جعلت منه سياسي محنك فحصل على عدة ترقيات حتى وصل درجة سفير وأصبح سفيراً للدولة في كل من كندا وجمهورية ماليزيا، كما مثّل كافود دولة قطر في عدد من المتؤتمرات والمحافل الدولية.

## المؤهلات العلمية
بكالوريوس في الاقتصاد والمحاسبة، من جامعة قطر عام 1993م.

### اللغات
اللغة العربية (اللغة الأم)، اللغة الإنجليزية (لغة ثانية).

## الخبرات المهنية
- عُيَن بوزارة الخارجية بتاريخ 05/09/1993
- عمل بإدارة الشؤون الإدارية والمالية من العام 1993 وحتى العام 2002م.
- عمل منسقاً عام بمكتب وزير الخارجية خلال الفترة 2009-2014م.
- عُيَن سفيراً لدولة قطر لدى كندا 2014-2018م.[2] [3]
- عُيَن سفيراً لدولة قطر في كوالالمبور، ماليزيا.:25/09/2018، وما زال.[4]